# Grand Prix FIDE 2012-2013

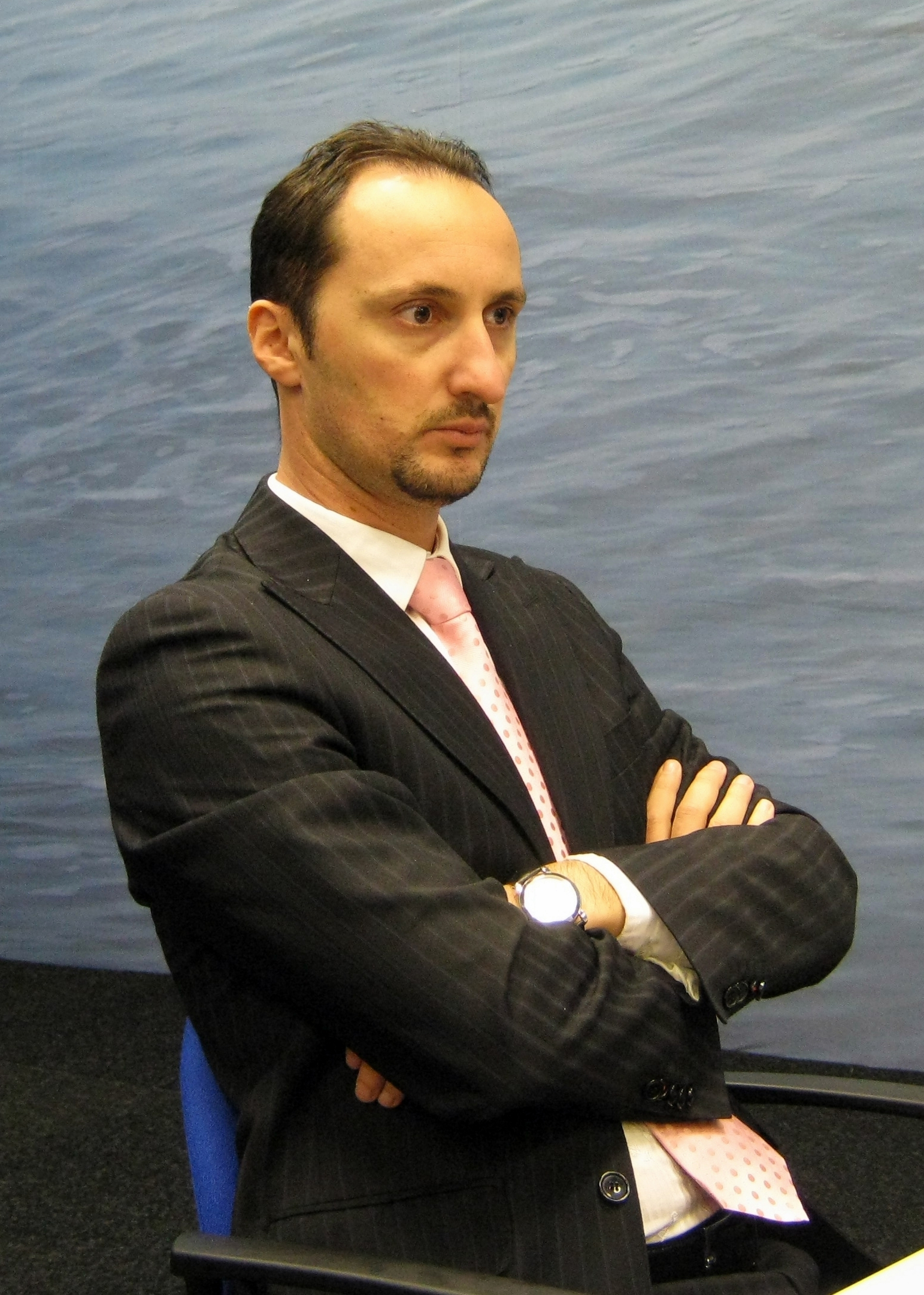
Veselin Topalov (premier au classement final du Grand Prix FIDE 2012-2013)

Le Grand Prix FIDE 2012-2013 est une compétition internationale de jeu d'échecs organisée par la FIDE sur deux années (2012 et 2013) et composée de six tournois fermés. Le premier et le deuxième (Veselin Topalov et Shakhriyar Mamedyarov) du classement final sont qualifiés pour le tournoi des candidats  disputé l'année suivante (2014).

## Règlement
Chaque tournoi a douze participants.
La FIDÉ attribue 170 points au vainqueur d'un tournoi, 140 au deuxième, 110 au troisième, 90 au quatrième, 80 au cinquième, 70 au sixième, 60 au septième, 50 au huitième... dix points au douzième.
En cas d'ex æquos, les joueurs se partagent les points.
Les deux premiers du grand prix sont qualifiés pour le tournoi des candidats de 2014.

## Palmarès des six tournois du Grand Prix
| Lieu          | Année | Dates                    | Catégorie (Elo moyen) | Vainqueur(s)                                         | Points (/11) | Deuxième(s)                 | Points | Troisième(s)                      | Points |
| ------------- | ----- | ------------------------ | --------------------- | ---------------------------------------------------- | ------------ | --------------------------- | ------ | --------------------------------- | ------ |
| Londres       | 2012  | 20 septembre - 3 octobre | 20 (2 739)            | Shakhriyar Mamedyarov Boris Guelfand Veselin Topalov | 7            |                             |        |                                   |        |
| Tachkent      | 2012  | 21 novembre - 5 décembre | 20 (2 747)            | Sergueï Kariakine Wang Hao Aleksandr Morozevitch     | 6,5          |                             |        |                                   |        |
| Zoug          | 2013  | 17 avril -1er mai        | 21 (2 755)            | Veselin Topalov                                      | 8            | Hikaru Nakamura             | 6,5    | Ruslan Ponomariov Fabiano Caruana | 6      |
| Thessalonique | 2013  | 21 mai - 5 juin          | 21 (2 753)            | Leinier Dominguez                                    | 8            | Gata Kamsky Fabiano Caruana | 7,5    |                                   |        |
| Pékin         | 2013  | 3-17 juillet             | 21 (2 751)            | Shakhriyar Mamedyarov                                | 7            | Aleksandr Grichtchouk       | 6,5    | Péter Lékó Veselin Topalov        | 6      |
| Paris         | 2013  | 21 septembre - 5 octobre | 20 (2 746)            | Fabiano Caruana Boris Guelfand                       | 7            |                             |        | Hikaru Nakamura Étienne Bacrot    | 6,5    |

## Classement général
| Joueur                | Elo et rang (août 2012) | Londres 2012 | Tachkent 2012 | Zoug 2013 | Thessal. 2013 | Pékin 2013 | Paris 2013 | Tournois disputés | Total des trois meilleurs tournois |
| --------------------- | ----------------------- | ------------ | ------------- | --------- | ------------- | ---------- | ---------- | ----------------- | ---------------------------------- |
| Veselin Topalov       | 2 752 (n°12)            | 140          | —             | 170       | 45            | 100        | —          | 4                 | 410                                |
| Shakhriyar Mamedyarov | 2 729 (n°22)            | 140          | 80            | 20        | —             | 170        | —          | 4                 | 390                                |
| Fabiano Caruana       | 2 773 (n°08)            | —            | 80            | 100       | 125           | —          | 155        | 4                 | 380                                |
| Boris Guelfand        | 2 738 (n°15)            | 140          | 30            | —         | —             | 30         | 155        | 4                 | 325                                |
| Aleksandr Grichtchouk | 2 763 (n°11)            | 90           | —             | —         | 85            | 140        | 75         | 4                 | 315                                |
| Hikaru Nakamura       | 2 778 (n°07)            | 15           | —             | 140       | 60            | —          | 100        | 4                 | 300                                |
| Aleksandr Morozevitch | 2 770 (n°09)            | —            | 140           | 75        | 25            | 65         | —          | 4                 | 280                                |
| Leinier Dominguez     | 2 725 (n°24)            | 35           | 20            | —         | 170           | —          | 75         | 4                 | 280                                |
| Sergueï Kariakine     | 2 785 (n°05)            | —            | 140           | 50        | —             | 65         | —          | 3                 | 255                                |
| Wang Hao              | 2 726 (n°23)            | 70           | 140           | —         | —             | 30         | 45         | 4                 | 255                                |
| Ruslan Ponomariov     | 2 734 (n°18)            | —            | 50            | 100       | 85            | —          | 45         | 4                 | 235                                |
| Peter Leko            | 2 737 (n°16)            | 80           | 50            | 50        | —             | 100        | —          | 4                 | 230                                |
| Gata Kamsky           | 2 746 (n°14)            | —            | 10            | 75        | 125           | 10         | —          | 4                 | 210                                |
| Rustam Qosimjonov     | 2 684 (n°65)            | 35           | 80            | (20)      | 70            | —          | —          | 4                 | 185                                |
| Anish Giri            | 2 711 (n°35)            | 15           | —             | 50        | —             | 65         | 10         | 4                 | 130                                |
| Vassili Ivantchouk    | 2 769 (n°10)            | 55           | —             | —         | 10            | 30         | 45         | 4                 | 130                                |
| Étienne Bacrot        | 2 713 (n°31)            | —            | —             | —         | 25            | —          | 100        | 2                 | 125                                |
| Peter Svidler         | 2 749 (n°13)            | —            | 50            | —         | 45            | —          | —          | 2                 | 95                                 |
| Wang Yue              | 2 685 (n°62)            | —            | —             | —         | —             | 65         | —          | 1                 | 65                                 |
| Michael Adams         | 2 722 (n°26)            | 55           | —             | —         | —             | —          | —          | 1                 | 55                                 |
| Evgueni Tomachevski   | 2 730 (n°20)            | —            | —             | —         | —             | —          | 45         | 1                 | 45                                 |
| Teimour Radjabov      | 2 788 (n°04)            | —            | —             | 20        | —             | —          | —          | 1                 | 20                                 |
| Laurent Fressinet     | 2 714 (n°29)            | —            | —             | —         | —             | —          | 20         | 1                 | 20                                 |

Peter Svidler qui devait participer au tournoi de Londres fut remplacé par Michael Adams (juste pour ce tournoi). De même, Vugar Gashimov qui devait jouer à partir du tournoi de Tachkent a été remplacé par Gata Kamsky (joueur de réserve) pour raisons médicales. Teimour Radjabov est remplacé à partir du quatrième grand prix par Étienne Bacrot.